# Lefortovofängelset
Lefortovofängelset (ryska: Лефортовская тюрьма, ryska: [lʲɪˈfortəvə]

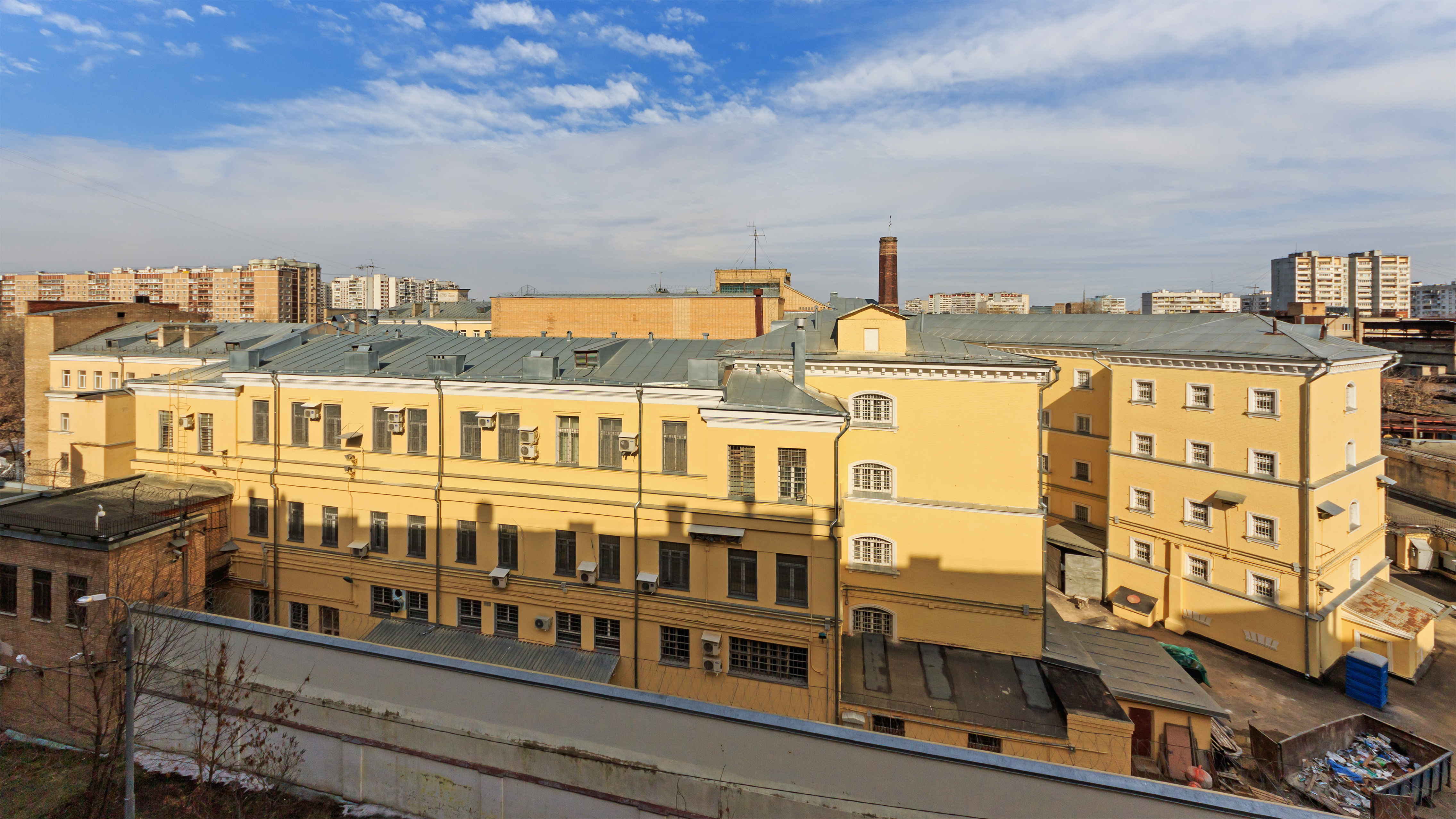
Lefortovofängelsets huvudanläggning 2016

 ( lyssna)) är ett fängelse i Lefortovodistriktet i Moskva, vilket sedan 2005 ingår i Rysslands Justitieministerium.

## Historia
Lefortovofängelset byggdes 1881 i Lefortovodistriktet, uppkallat efter amiral François Lefort, en av tsar Peter den stores gunstlingar.
Under Josef Stalins stora utrensningen mellan 1936 och 1938, användes Lefortovofängelset av den sovjetiska hemliga polisen NKVD för massavrättningar och tortyr. Senare kom Lefortovofängelset att bli ökänt för sin roll som en av KGB:s förhörsanstalter, för så kallad "utfrågningsisolation" (ryska: СИЗО: следственный изолятор).
Lefortovofängelset sägs ha väldigt strikta häktesförhållanden. Brev får skickas, men de ska granskas av fångvakterna först.

## Kända fångar
- Raoul Wallenberg, svensk diplomat
- Ruslan Chasbulatov
- Aleksandr Rutskoj
- Sergej Beseda
- Frode Berg, norsk spion[3]
- Vasilij Blücher
- Borys Kolesnikov
- Bernt Eidsvig, katolske biskopen av Oslo
- Evan Gershkovich  amerikansk journalist arristerad för spioneri[4]
- Jevgenia Ginzburg
- Vladimir Kirpitjnikov
- Eduard Limonov
- Aleksandr Litvinenko
- Unto Parvilahti, finsk SS-frivillig
- Mathias Rust, 18 årig västtysk som landade ett Cessna 172 flygplan på Röda torget i Moskva.
- Natan Sjaranskij
- Sergej Skripal[5]
- Andrej Sinjavskij[6]
- Aleksandr Solzjenitsyn
- Helmuth Weidling, tysk general